# António Silva

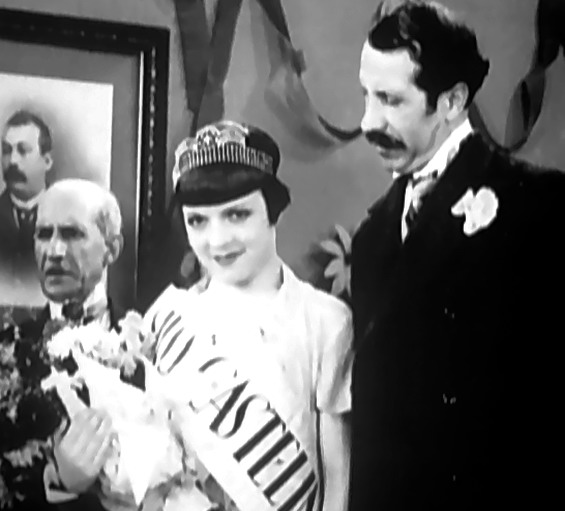
António Silva mit Beatriz Costa (in A Canção de Lisboa 1933)

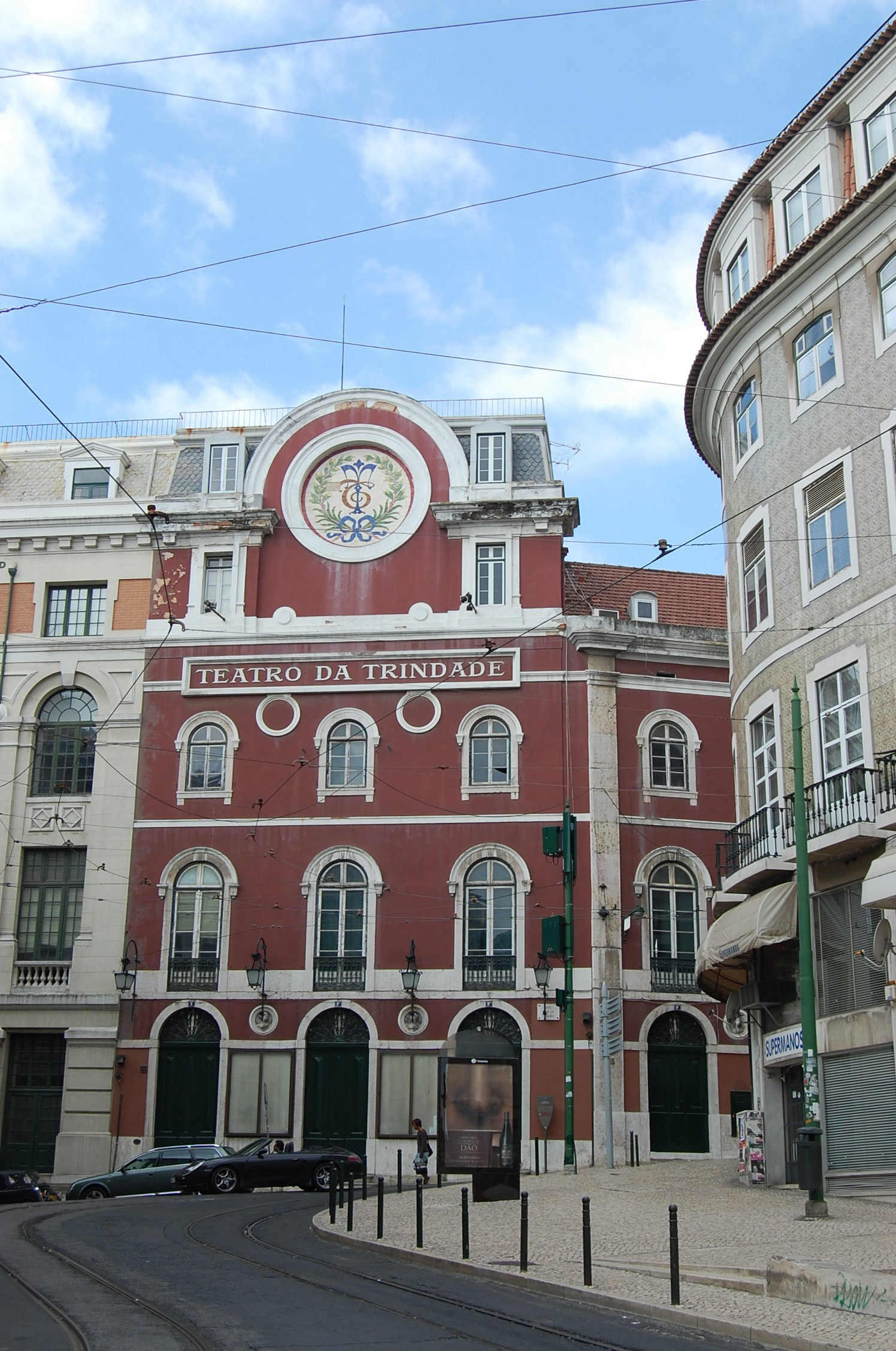
Das Teatro da Trindade, einer der Wirkungsstätten Silvas

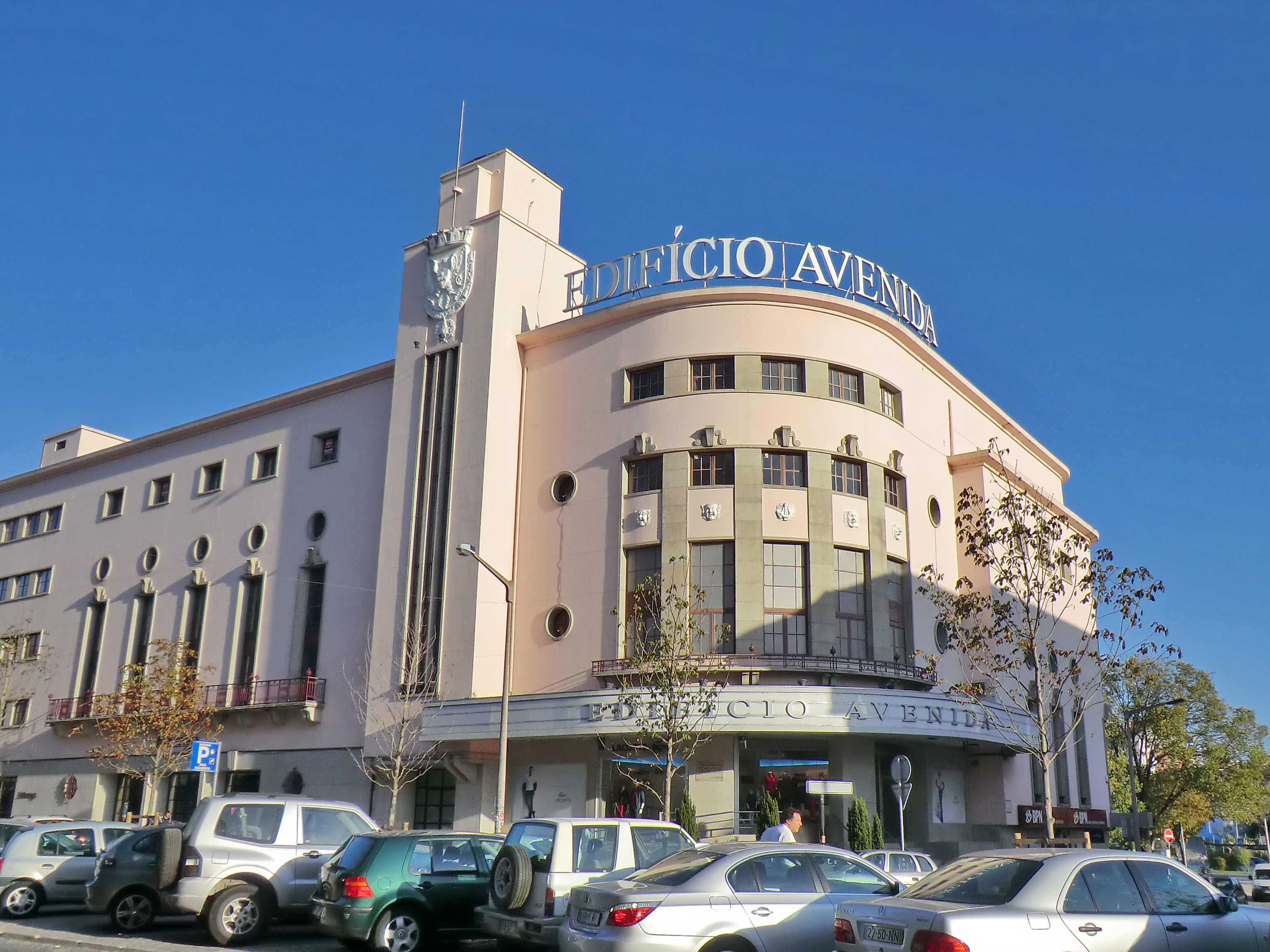
Das ehemalige Teatro Avenida

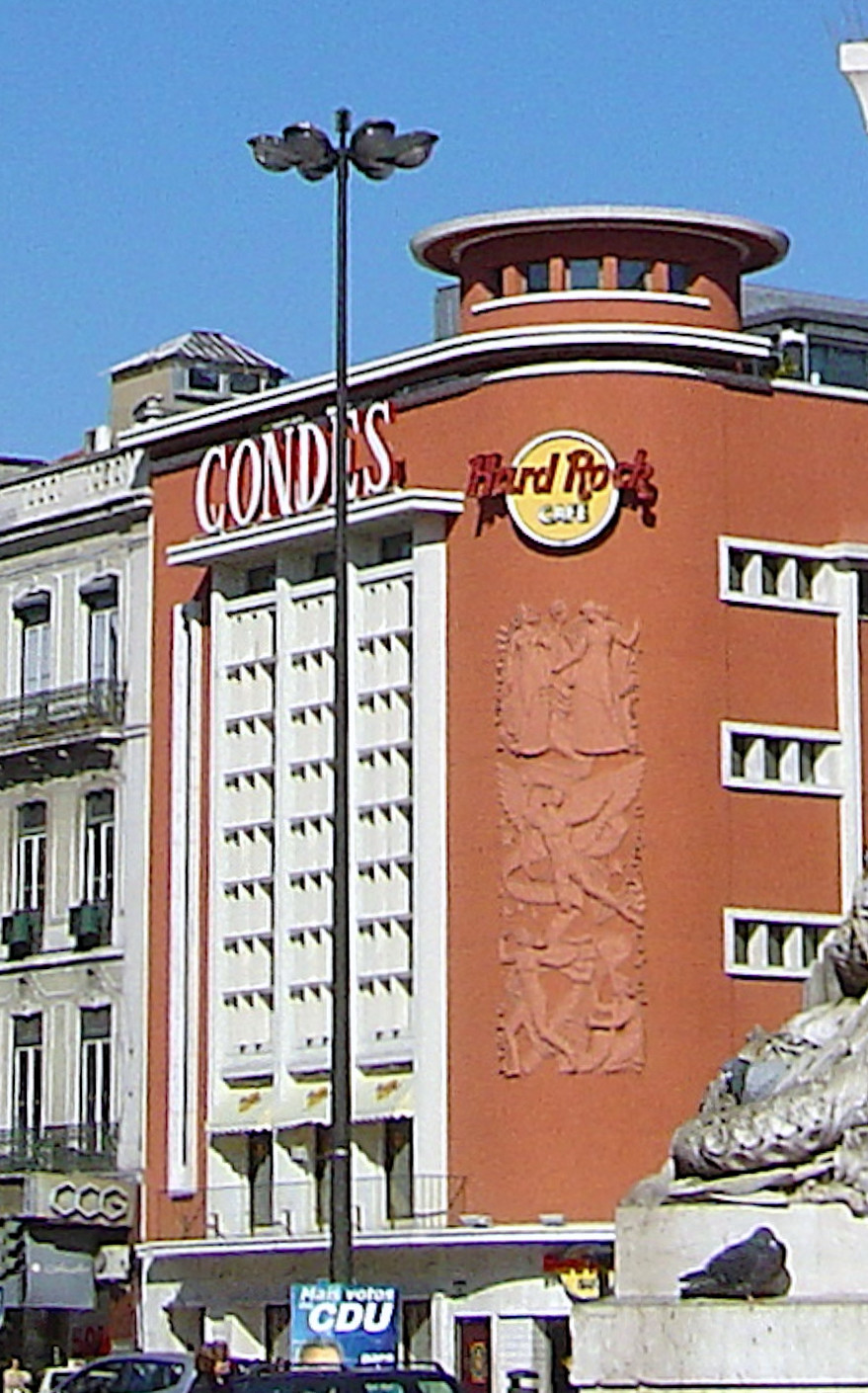
Das ehemalige Teatro da Rua dos Condes 2005

António Maria da Silva (* 15. August 1886 in Lissabon; † 3. März 1971 ebenda) war ein portugiesischer Schauspieler. Er blieb durch seine Hauptrollen in den erfolgreichen Komödien des portugiesischen Kinos der 1930er bis 1950er Jahre, den Comédias portuguesas, als ausdrucksstarker komischer Darsteller bis heute in Erinnerung.

## Werdegang
Silva stammte aus einfachen Verhältnissen und fing jung an, als Verkaufshelfer zu arbeiten. Er begeisterte sich früh für das Theater und spielte als Amateur in seiner Freizeit. 1910 spielte er erstmals auf einer professionellen Bühne, Tolstoi im damaligen Teatro da Rua dos Condes (seit 1920 Cinema Condes), mit der Theatergesellschaft von Alves da Sila. 1913 ging das Ensemble nach Brasilien auf Tournee, wo Silva blieb und bis 1921 Theater spielte und auch seine ersten Spielfilmrollen in lokalen Stummfilmproduktionen bekam. Er lernte dort Josephina Barco kennen, die er im August 1920 heiratete.
Zurück in Lissabon spielte er wieder Theater, ohne für besonderes Aufsehen zu sorgen. Er erreichte erste Bekanntheit, seit er in den beliebten Revuen Lissabons größere komödiantische Rollen spielte, erstmals 1927 im Stück Agua-Pé im Teatro Avenida (an der Avenida da Liberdade, 1967 abgebrannt).
Im Jahr 1933 spielte er neben Vasco Santana und Beatriz Costa eine der Hauptrollen im Tonfilm „Das Lied von Lissabon“ (A Canção de Lisboa). Der große Erfolg des Films machte ihn im Alter von 47 Jahren über Nacht berühmt. Oft mit Vasco Santana zusammen, spielte er nun viele Hauptrollen in Filmen und Revuen, vor allem im Teatro da Trindade und im Teatro Variedades.
Von 1944 bis 1946 war er am Teatro Trindade engagiert, bei Ribeirinho und António Lopes Ribeiro, die zur Erneuerung des Sprechtheaters in Portugal beitrugen. Silvas Rolle als betrunkener Doolittle in George Bernard Shaws Pygmalion galt Theaterkritikern als ein Höhepunkt seiner Karriere. Danach kehrte er zu Revue und Komödie zurück, bei denen er bis zum Ende seiner aktiven Laufbahn blieb. 1966 wurde ihm der Orden des heiligen Jakob vom Schwert im Offiziersrang verliehen. Im gleichen Jahr setzte er sich zur Ruhe, unterbrochen nur von wenigen Fernsehauftritten. Er starb 1971 in seiner Heimatstadt Lissabon.

## Rezeption
Silva war der markanteste Schauspieler des von Komödien geprägten Portugiesischen Films der 1930er und 1940er Jahre. Neben seiner akzentuierten Sprache und hier vor allem seiner Intonation, waren es besonders sein Mienenspiel und seine ausdrucksstarken Handbewegungen, die ihn einzigartig machten. Auch seine Energie und Lebendigkeit im Spiel zeichneten ihn aus. Er spielte sowohl „gute“ als auch „böse“ Rollen, meist volkstümliche Charaktere mit ihren menschlichen Schwächen, aber auch Männer gehobener sozialer Schichten mit ihren charakteristischen Eigenheiten. Oft spielt er ehrgeizige, verschlagene und doch oft volksnahe Typen, die mit menschlichen Motiven oft kleingeistigen Zielen anhängen, und durch ihre pointierte Überzeichnung und teils liebenswertem Charme und Quirligkeit die Zuschauer zum Lachen bringen. Mit dem Ende der Filmkomödien beginnt entsprechend das Ende seiner Karriere. Der Portugiesische Film der 1960er Jahre kann ihm keine adäquaten Rollen bieten, erst recht nicht das Novo Cinema, und so dreht er nur zwei bedeutungslose Filme. Seine früheren Erfolgsfilme indes sind bis heute beliebt, und zusammen mit Vasco Santana hat weder vor noch nach ihnen je ein Filmschauspieler in Portugal vergleichbare, andauernde Popularität erlangt.

## Filmografie
| - 1910: 606 contra o Espirocheta Palido - 1919: Ubirajara - 1920: Convém Martelar - 1920: Coração de Gaúcho - 1933: Das Lied von Lissabon (A Canção de Lisboa) - 1934: Gado Bravo - 1935: As Pupilas do Senhor Reitor - 1936: Las tres gracias - 1936: Bocage - 1937: Maria Papoila - 1939: Varanda dos Rouxinóis - 1940: João Ratão - 1940: Feitiço do Império - 1942: O Pátio das Cantigas - 1942: Lobos da Serra - 1943: O Costa do Castelo - 1943: Amor de Perdição - 1944: A Menina da Rádio - 1945: A Vizinha do Lado - 1946: Camões - 1947: Os Vizinhos do Rés-do-Chão - 1947: Três Espelhos | - 1947: O Leão da Estrela - 1947: Fado, História d’uma Cantadeira - 1949: Heróis do Mar - 1950: O Grande Elias - 1951: Sonhar É Fácil - 1952: Os Três da Vida Airada - 1953: O Comissário de Polícia - 1956: O Dinheiro dos Pobres - 1956: O Noivo das Caldas - 1957: Perdeu-se um Marido - 1957: Dois Dias no Paraíso - 1960: O Passarinho da Ribeira - 1961: As Pupilas do Senhor Reitor - 1961: O Herói e o Soldado TV - 1964: A TV Através dos Tempos TV - 1964: Aqui Há Fantasmas - 1964: Riso e Ritmo TV-Serie - 1965: Cruzeiro de Férias TV - 1965: Não Acordem o Menino Jesus TV - 1967: Sarilhos de Fraldas - 1968: Melodias de Sempre TV |